# سوسة فراشية مكللة
سوسة فراشية مكللة (الاسم العلمي:Tinea coronata) هي نوع من الحشرات تتبع جنس السوسة الفراشية من فصيلة السوسيات الفراشية.